# Babbage-Prinzip

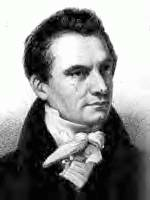
Charles Babbage

Das Babbage-Prinzip (nach Charles Babbage) besagt, dass die Aufspaltung eines Arbeitsprozesses in unterschiedlich anspruchsvolle Teilprozesse die Lohnkosten für die Produktion senkt. Babbage formulierte dieses Prinzip erstmals in seinem 1832 in London erschienenen Werk On the Economy of Machinery and Manufactures.
Er fand damit neben Adam Smith weitere Vorteile der Arbeitsteilung.
Ferner ist das Babbage-Prinzip eine inhärente Prämisse in Frederick Winslow Taylors Scientific Management.

## Annahmen
Voraussetzung ist die unterschiedliche Entlohnung unterschiedlich anspruchsvoller Arbeit (bzgl. Qualifikation, Anstrengung etc.).